# 水谷義三郎
水谷 義三郎（みずたに ぎさぶろう）は、江戸時代後期の本草学者。尾張藩大番組。嘗百社盟主水谷豊文の養子。

## 概要
文化3年12月11日（1807年1月19日）、江戸市ヶ谷に尾張藩士一色九郎右衛門の三男として生まれた。九郎右衛門の名古屋での住所は南呉服町。次兄は大津町の毛利家に養子に入ったという。
文政4年（1821年）9月徳川斉温に御目見、天保4年（1833年）5月水谷豊文の家督を相続し、馬廻組に配属され、8月御薬園御用出役を兼ねた。天保7年（1836年）6月大番二番奥田矢左衛門組に転じ、天保13年（1842年）12月29日遠藤勘左衛門に代わり大番組与頭並に昇進し、天保14年（1843年）9月御薬園御用手伝を兼ねた。弘化2年（1845年）12月義三郎と改名し、弘化3年12月13日（1846年1月29日）没。
娘は4人いたが、男子はなかったため、岩本又七次男を養子とし、水谷助六の名を継がせた。
ある年の盆前頃、豊文と春日町泰昌寺に墓参し、先祖の墓碑を掃除中、側にあった蜂の巣を箒で払った所、蜂に襲撃され、片眼を失ったという。

## 著作
- 天保13年（1842年）8月「木曽採薬」[5]